# 73. Kongress der Vereinigten Staaten
Der 73. Kongress der Vereinigten Staaten, bestehend aus dem Repräsentantenhaus und dem Senat, war die Legislative der Vereinigten Staaten. Seine Legislaturperiode dauerte vom 4. März 1933 bis zum 3. Januar 1935. Alle Abgeordneten des Repräsentantenhauses sowie ein Drittel der Senatoren (Klasse III) waren im November 1932 bzw. im September im Bundesstaat Maine bei den Kongresswahlen gewählt worden. Dabei ergab sich in beiden Kammern eine große Mehrheit für die Demokratische Partei, die mit Franklin D. Roosevelt auch den Präsidenten stellte. Der Republikanischen Partei blieb nur die Rolle in der Opposition. Während der Legislaturperiode gab es einige Rücktritte und Todesfälle, die aber an den Mehrheitsverhältnissen nichts änderten. Der Kongress tagte in der amerikanischen Bundeshauptstadt Washington, D.C. Die Vereinigten Staaten bestanden damals aus 48 Bundesstaaten. Die Sitzverteilung im Repräsentantenhaus basierte auf der Volkszählung von 1930.

## Wichtige Ereignisse
Siehe auch 1933 und 1934
- 4. März 1933: Beginn der Legislaturperiode des 73. Kongresses. Dies ist die letzte Legislaturperiode die an einem 4. März begann. Ab 1935 beginnen alle Legislaturperioden des Kongresses im zwei Jahresrhythmus jeweils am 3. Januar. Siehe auch 20. Zusatzartikel zur Verfassung der Vereinigten Staaten.
- 4. März 1933: Der ebenfalls im November 1932 gewählte neue US-Präsident Franklin Roosevelt wird als Nachfolger von Herbert Hoover in sein neues Amt eingeführt.  Es ist die letzte reguläre Amtseinführung eines US-Präsidenten an einem 4. März. Diese seit den Anfängen der USA bestehende Tradition wird ab 1937 mit der zweiten Einführung Roosevelts durch den 20. Januar ersetzt. Das wurde ebenfalls im 20. Verfassungszusatz geregelt.
- 4. März 1933: Bei seiner Antrittsrede verkündet Roosevelt die Good Neighbor Policy.
- 5. Dezember 1933: Mit dem 21. Verfassungszusatz wird der 18. Zusatzartikel aus dem Jahr 1919 aufgehoben. Dabei geht es um das Prohibitionsgesetz.
- 26. Dezember 1933: Die Konvention von Montevideo wird unterzeichnet.
- 18. Juni 1934: Der Indian Reorganization Act tritt in Kraft.
- November 1934: Bei den Kongresswahlen bauen die Demokraten ihre Mehrheit in beiden Kammern aus.

Die gesamte Legislaturperiode ist von den Folgen der Weltwirtschaftskrise und der großen wirtschaftlichen Depression geprägt, die von der Bundesregierung mit der New Deal Politik bekämpft werden.

## Die wichtigsten Gesetze
In den Sitzungsperioden des 73. Kongresses wurden unter anderem folgende Bundesgesetze verabschiedet (siehe auch: Gesetzgebungsverfahren):
Viele der in den Jahren 1933 bis 1935 verabschiedeten Gesetze gehören zur New Deal Politik von Präsident Roosevelt.
- 9. März 1933: Das Emergency Banking Act wird innerhalb von vier Stunden nach der Vorlage verabschiedet.
- 10. März 1933: Economy Act of 1933
- 31. März 1933: Civilian Conservation Corps Reforestation Relief Act (siehe Civilian Conservation Corps)
- 12. Mai 1933: Agricultural Adjustment Act
- 12. Mai 1933: Federal Emergency Relief Act
- 18. Mai 1933: Tennessee Valley Authority Act (siehe Tennessee Valley Authority)
- 5. Juni 1933: Securities Act of 1933
- 12. Juni 1933: Glass-Steagall Act
- 16. Juni 1933: National Industrial Recovery Act, wurde 1935 vom Obersten Gerichtshof als nicht verfassungskonform verworfen.
- 24. März 1934: Tydings–McDuffie Act, legt den Grundstein für die spätere Unabhängigkeit der Philippinen.
- 6. Juni 1934: Securities Exchange Act of 1934
- 6. Juni 1934: National Firearms Act of 1934, regelt unter anderem den Umgang mit automatischen Waffen.
- 19. Juni 1934: Communications Act of 1934

## Zusammensetzung nach Parteien

### Senat
- Demokratische Partei: 59 (Mehrheit)
- Republikanische Partei: 36
- Sonstige: 1

Gesamt: 96

### Repräsentantenhaus
- Demokratische Partei: 313 (Mehrheit)
- Republikanische Partei: 117
- Sonstige: 5
- Vakant: 0

Gesamt: 435
Außerdem gab es noch fünf nicht stimmberechtigte Kongressdelegierte.

## Amtsträger

### Senat
- Präsident des Senats: John Nance Garner (D)
- Präsident pro tempore: Key Pittman (D)

#### Führung der Mehrheitspartei
- Mehrheitsführer: Joseph Taylor Robinson (D)
- Mehrheitswhip: J. Hamilton Lewis (D)

#### Führung der Minderheitspartei
- Minderheitsführer: Charles L. McNary (R)
- Minderheitswhip: Felix Hebert (R)

### Repräsentantenhaus
- Sprecher des Repräsentantenhauses: Henry T. Rainey (D) bis 19. August 1934, danach vakant

#### Führung der Mehrheitspartei
- Mehrheitsführer: Joseph W. Byrns (D)
- Mehrheitswhip: Arthur H. Greenwood, (D)

#### Führung der Minderheitspartei
- Minderheitsführer: Bertrand Snell (R)
- Minderheitswhip: Harry Lane Englebright (R)

## Senatsmitglieder
Im 73. Kongress vertraten folgende Senatoren ihre jeweiligen Bundesstaaten:
| Alabama - 2. John H. Bankhead (D) - 3. Hugo Black (D) Arizona - 1. Henry F. Ashurst (D) - 3. Carl Hayden (D) Arkansas - 2. Joseph Taylor Robinson (D) - 3. Hattie Caraway (D) Kalifornien - 1. Hiram Johnson (R) - 3. William Gibbs McAdoo (D) Colorado - 2. Edward P. Costigan (D) - 3. Alva B. Adams (D) Connecticut - 1. Frederic C. Walcott (R) - 3. Augustine Lonergan (D) Delaware - 1. John G. Townsend (R) - 2. Daniel O. Hastings (R) Florida - 1. Park Trammell (D) - 3. Duncan U. Fletcher (D) Georgia - 2. Richard B. Russell (D) - 3. Walter F. George (D) Idaho - 2. William Borah (R) - 3. James Pinckney Pope (D) Illinois - 2. J. Hamilton Lewis (D) - 3. William H. Dieterich (D) Indiana - 1. Arthur Raymond Robinson (R) - 3. Frederick Van Nuys (D) Iowa - 2. Lester J. Dickinson (R) - 3. Richard L. Murphy (D) Kansas - 2. Arthur Capper (R) - 3. George McGill (D) Kentucky - 2. Marvel M. Logan (D) - 3. Alben W. Barkley (D) Louisiana - 2. Huey Long (D) - 3. John H. Overton (D) Maine - 1. Frederick Hale (R) - 2. Wallace H. White (R) Maryland - 1. Phillips Lee Goldsborough (R) - 3. Millard Tydings (D) Massachusetts - 1. David I. Walsh (D) - 2. Marcus A. Coolidge (D) Michigan - 1. Arthur H. Vandenberg (R) - 2. James J. Couzens (R) Minnesota - 1. Henrik Shipstead (Farmer Labor Party) - 2. Thomas David Schall (R) Mississippi - 1. Hubert D. Stephens (D) - 2. Pat Harrison (D) Missouri - 1. Roscoe C. Patterson (R) - 3. Bennett Champ Clark (D) Montana - 1. Burton K. Wheeler (D) - 2. John Edward Erickson (D) vom 13. März 1933 bis zum 7. November 1934 - James Edward Murray (D) ab dem 7. November 1934 Nebraska - 1. Robert B. Howell (R) bis zum 11. März 1933 - William Henry Thompson (D) vom 24. Mai 1933 bis zum 7. November 1934 - Richard C. Hunter (D) ab dem 7. November 1934 - 2. George W. Norris (R) | Nevada - 1. Key Pittman (D) - 3. Pat McCarran (D) New Hampshire - 2. Henry W. Keyes (R) - 3. Fred H. Brown (D) New Jersey - 1. Hamilton Fish Kean (R) - 2. William Warren Barbour (R) New Mexico - 1. Bronson M. Cutting (R) - 2. Sam G. Bratton (D) bis zum 24. Juni 1933 - Carl Hatch (D) ab dem 6. November 1933 New York - 1. Royal S. Copeland (D) - 3. Robert F. Wagner (D) North Carolina - 2. Josiah William Bailey (D) - 3. Robert Rice Reynolds (D) North Dakota - 1. Lynn Frazier (R) - 3. Gerald Nye (R) Ohio - 1. Simeon D. Fess (R) - 3. Robert J. Bulkley (D) Oklahoma - 2. Thomas Gore (D) - 3. Elmer Thomas (D) Oregon - 2. Charles L. McNary (R) - 3. Frederick Steiwer (R) Pennsylvania - 1. David A. Reed (R) - 3. James J. Davis (R) Rhode Island - 1. Felix Hebert (R) - 2. Jesse H. Metcalf (R) South Carolina - 2. James F. Byrnes (D) - 3. Ellison D. Smith (D) South Dakota - 2. William J. Bulow (D) - 3. Peter Norbeck (R) Tennessee - 1. Kenneth McKellar (D) - 2. Nathan L. Bachman (D) Texas - 1. Tom Connally (D) - 2. Morris Sheppard (D) Utah - 1. William H. King (D) - 3. Elbert D. Thomas (D) Vermont - 1. Warren Austin (R) - 3. Porter H. Dale (R) bis zum 6. Oktober 1933 - Ernest Gibson Sr. (R) ab dem 19. Oktober 1933 Virginia - 1. Harry F. Byrd Sr. (D) - 2. Carter Glass (D) Washington - 1. Clarence Dill (D) - 3. Homer Bone (D) West Virginia - 1. Henry D. Hatfield (R) - 2. Matthew M. Neely (D) Wisconsin - 1. Robert M. La Follette Jr. (R) - 3. F. Ryan Duffy (D) Wyoming - 1. John B. Kendrick (D) bis zum 3. November 1933 - Joseph C. O’Mahoney (D) ab dem 1. Januar 1934 - 2. Robert D. Carey (R) |

## Mitglieder des Repräsentantenhauses
Folgende Kongressabgeordnete vertraten im 73. Kongress die Interessen ihrer jeweiligen Bundesstaaten:
| Alabama 9 Wahlbezirke - 1. John McDuffie (D) - 2. J. Lister Hill (D) - 3. Henry B. Steagall (D) - 4. Lamar Jeffers (D) - 5. Miles C. Allgood (D) - 6. William Bacon Oliver (D) - 7. William B. Bankhead (D) - 8. Edward B. Almon (D) bis zum 22. Juni 1933 - Archibald Hill Carmichael (D) ab dem 14. November 1933 - 9. George Huddleston (D) Arizona Staatsweite Wahl - Isabella Greenway (D) ab dem 3. Oktober 1933 Arkansas 7 Wahlbezirke. - 1. William J. Driver (D) - 2. John E. Miller (D) - 3. Claude A. Fuller (D) - 4. William B. Cravens (D) - 5. Heartsill Ragon (D) bis zum 16. Juni 1933 - David Dickson Terry (D) ab dem 19. Dezember 1933 - 6. David Delano Glover (D) - 7. Tilman Bacon Parks (D) Kalifornien 20 Wahlbezirke. - 1. Clarence F. Lea (D) - 2. Harry Lane Englebright (R) - 3. Frank H. Buck (D) - 4. Florence Prag Kahn (R) - 5. Richard J. Welch (R) - 6. Albert E. Carter (R) - 7. Ralph R. Eltse (R) - 8. John J. McGrath (D) - 9. Denver S. Church (D) - 10. Henry E. Stubbs (D) - 11. William E. Evans (R) - 12. John H. Hoeppel (D) - 13. Charles Kramer (D) - 14. Thomas F. Ford (D) - 15. William I. Traeger (R) - 16. John F. Dockweiler (D) - 17. Charles J. Colden (D) - 18. John H. Burke (D) - 19. Sam L. Collins (R) - 20. George Burnham (R) Colorado 4 Wahlbezirke - 1. Lawrence Lewis (D) - 2. Fred N. Cummings (D) - 3. John Andrew Martin (D) - 4. Edward T. Taylor (D) Connecticut 5 Wahlbezirke. Außerdem wurde ein Abgeordneter staatsweit gewählt - 1. Herman P. Kopplemann (D) - 2. William L. Higgins (R) - 3. Francis T. Maloney (D) - 4. Schuyler Merritt (R) - 5. Edward W. Goss (R) - 6. Charles Montague Bakewell (R) staatsweit gewählt Delaware Staatsweite Wahl - Wilbur L. Adams (D) Florida 4 Wahlbezirke. Außerdem wurde ein Abgeordneter staatsweit gewählt - 1. J. Hardin Peterson (D) - 2. Robert A. Green (D) - 3. Millard F. Caldwell (D) - 4. J. Mark Wilcox (D) - 5. William J. Sears (D) staatsweit gewählt Georgia 10 Wahlbezirke - 1. Homer C. Parker (D) - 2. Edward E. Cox (D) - 3. Bryant Thomas Castellow (D) - 4. Emmett Marshall Owen (D) - 5. Robert Ramspeck (D) - 6. Carl Vinson (D) - 7. Malcolm C. Tarver (D) - 8. Braswell Deen (D) - 9. John Stephens Wood (D) - 10. Charles Hillyer Brand (D) bis zum 17. Mai 1933 - Paul Brown (D) ab dem 5. Juli 1933 Idaho 2 Wahlbezirke - 1. Compton I. White (D) - 2. Thomas C. Coffin (D) bis zum 8. Juni 1934 Illinois 25 Wahlbezirke. Außerdem wurden zwei Abgeordnete staatsweit gewählt - 1. Oscar Stanton De Priest (R) - 2. P. H. Moynihan (R) - 3. Edward A. Kelly (D) - 4. Harry P. Beam (D) - 5. Adolph J. Sabath (D) - 6. Thomas J. O’Brien (D) - 7. Leonard W. Schuetz (D) - 8. Leo Kocialkowski (D) - 9. Frederick A. Britten (R) - 10. James Simpson Jr. (R) - 11. Frank R. Reid (R) - 12. John T. Buckbee (R) - 13. Leo E. Allen (R) - 14. Chester C. Thompson (D) - 15. J. Leroy Adair (D) - 16. Everett Dirksen (R) - 17. Frank Gillespie (D) - 18. James A. Meeks (D) - 19. Donald C. Dobbins (D) - 20. Henry T. Rainey (D) bis zum 19. August 1934 - 21. James Earl Major (D) bis zum 6. Oktober 1933 - 22. Edwin M. Schaefer (D) - 23. William W. Arnold (D) - 24. Claude V. Parsons (D) - 25. Kent E. Keller (D) - 26. Martin A. Brennan (D) staatsweit gewählt - 27. Walter Nesbit (D) staatsweit gewählt Indiana 12 Wahlbezirke - 1. William T. Schulte (D) - 2. George R. Durgan (D) - 3. Samuel B. Pettengill (D) - 4. James Indus Farley (D) - 5. Glenn Griswold (D) - 6. Virginia E. Jenckes (D) - 7. Arthur H. Greenwood (D) - 8. John W. Boehne (D) - 9. Eugene B. Crowe (D) - 10. Finly H. Gray (D) - 11. William Larrabee (D) - 12. Louis Ludlow (D) Iowa 9 Wahlbezirke - 1. Edward C. Eicher (D) - 2. Bernhard M. Jacobsen (D) - 3. Albert C. Willford (D) - 4. Fred Biermann (D) - 5. Lloyd Thurston (R) - 6. Cassius C. Dowell (R) - 7. Otha Wearin (D) - 8. Fred C. Gilchrist (R) - 9. Guy Gillette (D) Kansas 7 Wahlbezirke. - 1. William P. Lambertson (R) - 2. Ulysses Samuel Guyer (R) - 3. Harold C. McGugin (R) - 4. Randolph Carpenter (D) - 5. William Augustus Ayres (D) bis zum 22. August 1934 - 6. Kathryn O’Loughlin McCarthy (D) - 7. Clifford R. Hope (R) Kentucky 9 Abgeordnete alle staatsweit gewählt - John Y. Brown Sr. (D) - Cap R. Carden (D) - Glover H. Cary (D) - Virgil Chapman (D) - William Voris Gregory (D) - Finley Hamilton (D) - Andrew J. May (D) - Brent Spence (D) - Fred M. Vinson (D) Louisiana 8 Wahlbezirke - 1. Joachim O. Fernández (D) - 2. Paul H. Maloney (D) - 3. Numa F. Montet (D) - 4. John N. Sandlin (D) - 5. Riley J. Wilson (D) - 6. Bolivar E. Kemp (D) bis zum 19. Juni 1933 - Jared Y. Sanders Jr. (D) ab dem 1. Mai 1934 - 7. René L. De Rouen (D) - 8. Cleveland Dear (D) Maine 3 Wahlbezirke - 1. Carroll L. Beedy (R) - 2. Edward C. Moran (D) - 3. John G. Utterback (D) Maryland 6 Wahlbezirke. - 1. Thomas Alan Goldsborough (D) - 2. William Purington Cole (D) - 3. Vincent Luke Palmisano (D) - 4. Ambrose Jerome Kennedy (D) - 5. Stephen Warfield Gambrill (D) - 6. David John Lewis (D) Massachusetts 15 Wahlbezirke - 1. Allen T. Treadway (R) - 2. William J. Granfield (D) - 3. Frank H. Foss (R) - 4. Pehr G. Holmes (R) - 5. Edith Nourse Rogers (R) - 6. Abram Andrew (R) - 7. William P. Connery (D) - 8. Arthur Daniel Healey (D) - 9. Robert Luce (R) - 10. George H. Tinkham (R) - 11. John J. Douglass (D) - 12. John W. McCormack (D) - 13. Richard B. Wigglesworth (R) - 14. Joseph William Martin (R) - 15. Charles L. Gifford (R) Michigan 17 Wahlbezirke - 1. George G. Sadowski (D) - 2. John C. Lehr (D) - 3. Joseph L. Hooper (R) bis zum 22. Februar 1934 - 4. George Ernest Foulkes (D) - 5. Carl E. Mapes (R) - 6. Claude E. Cady (D) - 7. Jesse P. Wolcott (R) - 8. Michael J. Hart (D) - 9. Harry W. Musselwhite (D) - 10. Roy O. Woodruff (R) - 11. Prentiss M. Brown (D) - 12. W. Frank James (R) - 13. Clarence J. McLeod (R) - 14. Carl M. Weideman (D) - 15. John Dingell Sr. (D) - 16. John Lesinski Sr. (D) - 17. George Anthony Dondero (R) Minnesota 9 Abgeordnete alle staatsweit gewählt - Henry M. Arens (Farmer Labor Party) - Ray P. Chase (R) - Theodore Christianson (R) - Einar Hoidale (D) - Magnus Johnson (Farmer Labor Party) - Harold Knutson (R) - Paul John Kvale (Farmer Labor Party) - Ernest Lundeen (Farmer Labor Party) - Francis Shoemaker (Farmer Labor Party) Mississippi 7 Wahlbezirke - 1. John E. Rankin (D) - 2. Wall Doxey (D) - 3. William M. Whittington (D) - 4. T. Jeff Busby (D) - 5. Ross A. Collins (D) - 6. William M. Colmer (D) - 7. Lawrence R. Ellzey (D) Missouri 13 Abgeordnete alle staatsweit gewählt - Clarence Cannon (D) - James Robert Claiborne (D) - John J. Cochran (D) - Clement C. Dickinson (D) - Richard M. Duncan (D) - Frank H. Lee (D) - Ralph F. Lozier (D) - Jacob L. Milligan (D) - Milton A. Romjue (D) - James Edward Ruffin (D) - Joe Shannon (D) - Clyde Williams (D) - Reuben T. Wood (D) Montana 2 Wahlbezirke - 1. Joseph P. Monaghan (D) - 2. Roy E. Ayers (D) Nebraska 5 Wahlbezirke - 1. John H. Morehead (D) - 2. Edward R. Burke (D) - 3. Edgar Howard (D) - 4. Ashton C. Shallenberger (D) - 5. Terry Carpenter (D) Nevada Staatsweite Wahl - James Graves Scrugham (D) | New Hampshire 2 Wahlbezirke - 1. William Nathaniel Rogers (D) - 2. Charles W. Tobey (D) New Jersey 14 Wahlbezirke - 1. Charles A. Wolverton (R) - 2. Isaac Bacharach (R) - 3. William H. Sutphin (D) - 4. D. Lane Powers (R) - 5. Charles Aubrey Eaton (R) - 6. Donald H. McLean (R) - 7. Randolph Perkins (R) - 8. George N. Seger (R) - 9. Edward Aloysius Kenney (D) - 10. Fred A. Hartley (R) - 11. Peter Angelo Cavicchia (R) - 12. Frederick R. Lehlbach (R) - 13. Mary Teresa Norton (D) - 14. Oscar L. Auf der Heide (D) New Mexico Staatsweite Wahl - Dennis Chavez (D) New York 43 Wahlbezirke: Außerdem wurden zwei Abgeordnete staatsweit gewählt - 1. Robert L. Bacon (R) - 2. William F. Brunner (D) - 3. George W. Lindsay (D) - 4. Thomas H. Cullen (D) - 5. Loring M. Black (D) - 6. Andrew Lawrence Somers (D) - 7. John J. Delaney (D) - 8. Patrick J. Carley (D) - 9. Stephen A. Rudd (D) - 10. Emanuel Celler (D) - 11. Anning Smith Prall (D) - 12. Samuel Dickstein (D) - 13. Christopher D. Sullivan (D) - 14. William I. Sirovich (D) - 15. John J. Boylan (D) - 16. John J. O’Connor (D) - 17. Theodore A. Peyser (D) - 18. Martin J. Kennedy (D) - 19. Sol Bloom (D) - 20. James J. Lanzetta (D) - 21. Joseph A. Gavagan (D) - 22. Anthony J. Griffin (D) - 23. Frank Oliver (D) bis zum 18. Juni 1934 - 24. James M. Fitzpatrick (D) - 25. Charles D. Millard (R) - 26. Hamilton Fish III (R) - 27. Philip A. Goodwin (R) - 28. Parker Corning (D) - 29. James S. Parker (R) bis zum 19. Dezember 1933 - William D. Thomas (R) ab dem 30. Januar 1934 - 30. Frank Crowther (R) - 31. Bertrand Snell (R) - 32. Francis D. Culkin (R) - 33. Fred Sisson (D) - 34. John D. Clarke (R) bis zum 5. November 1933 - Marian W. Clarke (R) ab dem 28. Dezember 1933 - 35. Clarence E. Hancock (R) - 36. John Taber (R) - 37. Gale H. Stalker (R) - 38. James L. Whitley (R) - 39. James Wolcott Wadsworth (R) - 40. Walter G. Andrews (R) - 41. Alfred F. Beiter (D) - 42. James M. Mead (D) - 43. Daniel A. Reed (R) - 44. John Fitzgibbons (D) staatsweit gewählt - 45. Elmer E. Studley (D) staatsweit gewählt North Carolina 11 Wahlbezirke - 1. Lindsay Carter Warren (D) - 2. John H. Kerr (D) - 3. Charles Laban Abernethy (D) - 4. Edward W. Pou (D) bis zum 1. April 1934 - Harold D. Cooley (D) ab dem 7. Juli 1934 - 5. Franklin Wills Hancock (D) - 6. William B. Umstead (D) - 7. J. Bayard Clark (D) - 8. Walter Lambeth (D) - 9. Robert L. Doughton (D) - 10. Alfred L. Bulwinkle (D) - 11. Zebulon Weaver (D) North Dakota 2 Abgeordnete die staatsweit gewählt wurden - William Lemke (Nonpartisan Republican) - James H. Sinclair (R) Ohio 22 Wahlbezirke. Außerdem wurden zwei Abgeordnete staatsweit gewählt. - 1. John B. Hollister (R) - 2. William E. Hess (R) - 3. Byron B. Harlan (D) - 4. Frank Le Blond Kloeb (D) - 5. Frank C. Kniffin (D) - 6. James G. Polk (D) - 7. Leroy T. Marshall (R) - 8. Thomas B. Fletcher (D) - 9. Warren J. Duffey (D) - 10. Thomas A. Jenkins (R) - 11. Mell G. Underwood (D) - 12. Arthur P. Lamneck (D) - 13. William L. Fiesinger (D) - 14. Dow W. Harter (D) - 15. Robert T. Secrest (D) - 16. William R. Thom (D) - 17. Charles F. West (D) - 18. Lawrence E. Imhoff (D) - 19. John G. Cooper (R) - 20. Martin L. Sweeney (D) - 21. Robert Crosser (D) - 22. Chester C. Bolton (R) - 23. Charles V. Truax (D) staatsweit gewählt - 24. Stephen M. Young (D) staatsweit gewählt Oklahoma 8 Wahlbezirke. Außerdem wurde ein Abgeordneter staatsweit gewählt - 1. Wesley E. Disney (D) - 2. William W. Hastings (D) - 3. Wilburn Cartwright (D) - 4. Thomas D. McKeown (D) - 5. Fletcher B. Swank (D) - 6. Jed Johnson (D) - 7. James V. McClintic (D) - 8. Ernest Marland (D) - 9. Will Rogers (D) staatsweit gewählt Oregon 3 Wahlbezirke - 1. James W. Mott (R) - 2. Walter M. Pierce (D) - 3. Charles Martin (D) Pennsylvania 34 Wahlbezirke - 1. Harry C. Ransley (R) - 2. James M. Beck (R) bis zum 30. September 1934 - 3. Alfred M. Waldron (R) - 4. George W. Edmonds (R) - 5. James J. Connolly (R) - 6. Edward L. Stokes (R) - 7. George P. Darrow (R) - 8. James Wolfenden (R) - 9. Henry Winfield Watson (R) bis zum 27. August 1933 - Oliver W. Frey (D) ab dem 7. November 1933 - 10. J. Roland Kinzer (R) - 11. Patrick J. Boland (D) - 12. Charles Murray Turpin (R) - 13. George F. Brumm (R) bis zum 29. Mai 1934 - 14. William Emanuel Richardson (D) - 15. Louis Thomas McFadden (R) - 16. Robert F. Rich (R) - 17. J. William Ditter (R) - 18. Benjamin K. Focht (R) - 19. Isaac Hoffer Doutrich (R) - 20. Thomas Cunningham Cochran (R) - 21. Francis E. Walter (D) - 22. Harry L. Haines (D) - 23. Jacob Banks Kurtz (R) - 24. J. Buell Snyder (D) - 25. Charles I. Faddis (D) - 26. J. Howard Swick (R) - 27. Nathan Leroy Strong (R) - 28. William M. Berlin (D) - 29. Charles N. Crosby (D) - 30. J. Twing Brooks (D) - 31. Melville Clyde Kelly (R) - 32. Michael Joseph Muldowney (R) - 33. Henry Ellenbogen (D) - 34. Matthew A. Dunn (D) Rhode Island 2 Wahlbezirke - 1. Francis Condon (D) - 2. John Matthew O’Connell (D) South Carolina 6 Wahlbezirke. - 1. Thomas S. McMillan (D) - 2. Hampton P. Fulmer (D) - 3. John C. Taylor (D) - 4. John J. McSwain (D) - 5. James Prioleau Richards (D) - 6. Allard H. Gasque (D) South Dakota 2 Wahlbezirke - 1. Fred H. Hildebrandt (D) - 2. Theodore B. Werner (D) Tennessee 9 Wahlbezirke - 1. Brazilla Carroll Reece (R) - 2. J. Will Taylor (R) - 3. Sam D. McReynolds (D) - 4. John Ridley Mitchell (D) - 5. Joseph W. Byrns (D) - 6. Clarence W. Turner (D) - 7. Gordon Browning (D) - 8. Jere Cooper (D) - 9. Edward Crump (D) Texas 18 Wahlbezirke. Außerdem wurden drei Abgeordnete staatsweit gewählt - 1. Wright Patman (D) - 2. Martin Dies Jr. (D) - 3. Morgan G. Sanders (D) - 4. Sam Rayburn (D) - 5. Hatton W. Sumners (D) - 6. Luther Alexander Johnson (D) - 7. Clay Stone Briggs (D) bis zum 29. April 1933 - Clark W. Thompson (D) ab dem 24. Juni 1933 - 8. Joe H. Eagle (D) - 9. Joseph J. Mansfield (D) - 10. James P. Buchanan (D) - 11. Oliver H. Cross (D) - 12. Fritz G. Lanham (D) - 13. William D. McFarlane (D) - 14. Richard M. Kleberg (D) - 15. Milton H. West (D) ab dem 22. April 1933 - 16. R. Ewing Thomason (D) - 17. Thomas L. Blanton (D) - 18. John Marvin Jones (D) - 19. Joseph Weldon Bailey Jr. (D) staatsweit gewählt - 20. Sterling P. Strong (D) staatsweit gewählt - 21. George B. Terrell (D) staatsweit gewählt Utah 2 Wahlbezirke - 1. Orrice Abram Murdock (D) - 2. James W. Robinson (D) Vermont 1 Wahlbezirk (staatsweit) - 1. Ernest Gibson (R) bis zum 19. Oktober 1933 - Charles Albert Plumley (R) ab dem 16. Januar 1934 Virginia Alle neun Abgeordneten wurden staatsweit gewählt - S. Otis Bland (D) - Thomas G. Burch (D) - Colgate Darden (D) - Patrick H. Drewry (D) - John W. Flannagan (D) - Andrew Jackson Montague (D) - Absalom Willis Robertson (D) - Howard W. Smith (D) - Clifton A. Woodrum (D) Washington 6 Wahlbezirke - 1. Marion Zioncheck (D) - 2. Monrad Charles Wallgren (D) - 3. Martin F. Smith (D) - 4. Knute Hill (D) - 5. Samuel B. Hill (D) - 6. Wesley Lloyd (D) West Virginia 6 Wahlbezirke - 1. Robert Lincoln Ramsay (D) - 2. Jennings Randolph (D) - 3. Lynn Hornor (D) bis zum 23. September 1933 - Andrew Edmiston (D) ab dem 28. November 1933 - 4. George William Johnson (D) - 5. John Kee (D) - 6. Joe L. Smith (D) Wisconsin 10 Wahlbezirke - 1. George Washington Blanchard (R) - 2. Charles W. Henney (D) - 3. Gardner R. Withrow (R) - 4. Raymond Joseph Cannon (D) - 5. Thomas O’Malley (D) - 6. Michael Reilly (D) - 7. Gerald J. Boileau (R) - 8. James F. Hughes (D) - 9. James A. Frear (R) - 10. Hubert H. Peavey (R) Wyoming Staatsweite Wahlen - Vincent Carter (R) |

Nicht stimmberechtigte Mitglieder im Repräsentantenhaus:
- Alaska-Territorium:
  - Anthony Dimond (D)
- Hawaii-Territorium:
  - Lincoln Loy McCandless (D)
- Philippinen: 
  - Pedro Guevara
  - Camilo Osias
- Puerto Rico:
  - Santiago Iglesias